# Paraxerus poensis
Paraxerus poensis là một loài động vật có vú trong họ Sóc, bộ Gặm nhấm. Loài này được A. Smith mô tả năm 1830.